# Bazylejska wieża targowa
Wieża targowa w Bazylei (niem. Messeturm Basel) – wysoka na 105 m i licząca 31 pięter jest najwyższym posiadającym pomieszczenia mieszkalne budynkiem Szwajcarii. Została zaprojektowana przez biuro Architektengemeinschaft Morger & Degelo i zbudowana od lipca 2001 do października 2003.
Wieża stoi na placu Targowym (Messeplatz) na terenie targów bazylejskich. W czasie targów część budynku używana jest jako centrum prasowe. Oprócz pomieszczeń biurowych w wieży jest restauracja, hotel czterogwiazdkowy oraz bar widokowy na 31. piętrze.
Inny budynek zwany wieżą targową znajduje się we Frankfurcie nad Menem: Frankfurcka wieża targowa.